# Józef Guterman
Józef Guterman (ur. 14 kwietnia 1912, zm. 16 stycznia 1987) – pułkownik ludowego Wojska Polskiego.

## Życiorys
Syn Dawida. Służył w 2 Berlińskim pułku piechoty, w stopniu podporucznika którym pełnił funkcję instruktora propagandy artystycznej od 30 września 1943 do 29 września 1944. Był też nieetatowym korespondentem Żołnierza Wolności i Zwyciężymy. Po zakończeniu II wojny światowej był oficerem ludowego Wojska Polskiego, w stopniu porucznika był oficerem Głównego Zarządu Informacji. W 1946 był w stopniu majora. Później awansowany do stopnia pułkownika. Przez wiele lat pełnił obowiązki redaktora naczelnego Przeglądu Kwatermistrzowskiego.
Zmarł 16 stycznia 1987. Został pochowany na wojskowych Powązkach (kwatera B4-8-24).

## Publikacje
- O podoficerze i dla podoficera (wybrane zagadnienia) (1960, współautor: Jan Śliwiński)
- Trzeci berliński. Z dziejów 3 Berlińskiego Pułku Piechoty (1961, współautor: Zenon Welfeld)
- Jak to na wojence (1961)

## Odznaczenia
- Krzyż Oficerski Orderu Odrodzenia Polski
- Krzyż Kawalerski Orderu Odrodzenia Polski (20 grudnia 1946, za bohaterskie czyny i dzielne zachowanie się w walce z niemieckim najeźdźcą oraz za gorliwą pracę i sumienne wypełnianie obowiązków służbowych)[9].
- Złoty Krzyż Zasługi
- Srebrny Medal Zasłużonym na Polu Chwały
- Brązowy Medal Zasłużonym na Polu Chwały[2].